# 1. česká národní hokejová liga 1973/1974
1. česká národní hokejová liga 1973/1974 byla 5. ročníkem jedné ze skupin československé druhé nejvyšší hokejové soutěže.

## Systém soutěže
Všech 12 týmů se utkalo čtyřkolově každý s každým (celkem 44 kol). Vítěz základní části postoupil do kvalifikace o nejvyšší soutěž, ve které se střetnul s vítězem 1. SNHL v sérii na tři vítězné zápasy. Vítěz této série postoupil do dalšího ročníku nejvyšší soutěže.
Týmy na posledních dvou místech sestoupily do 2. ČNHL.

## Základní část
| Poř. | Tým                         | Z  | V  | R | P  | VG  | OG  | B  |
| ---- | --------------------------- | -- | -- | - | -- | --- | --- | -- |
| 1.   | TJ Gottwaldov               | 44 | 34 | 5 | 5  | 185 | 88  | 73 |
| 2.   | TJ Ingstav Brno             | 44 | 30 | 2 | 12 | 217 | 121 | 62 |
| 3.   | TJ Baník ČSA Karviná        | 44 | 25 | 4 | 15 | 171 | 135 | 54 |
| 4.   | TJ Slezan Opava             | 44 | 23 | 3 | 18 | 175 | 126 | 49 |
| 5.   | TJ Slovan NV Ústí nad Labem | 44 | 21 | 3 | 20 | 132 | 119 | 45 |
| 6.   | TJ Stadion PS Liberec       | 44 | 18 | 7 | 19 | 153 | 174 | 43 |
| 7.   | TJ ZVVZ Milevsko            | 44 | 17 | 8 | 19 | 146 | 141 | 42 |
| 8.   | TJ Slavia IPS Praha         | 44 | 18 | 6 | 20 | 168 | 184 | 42 |
| 9.   | ASD Dukla Jihlava B         | 44 | 19 | 4 | 21 | 119 | 146 | 42 |
| 10.  | TJ Prostějov                | 44 | 14 | 4 | 26 | 99  | 169 | 32 |
| 11.  | TJ Moravia DS Olomouc       | 44 | 8  | 7 | 29 | 112 | 192 | 23 |
| 12.  | TJ DP I. ČLTK Praha         | 44 | 9  | 3 | 32 | 111 | 191 | 21 |

Tým TJ Gottwaldov postoupil do kvalifikace o nejvyšší soutěž, kde se utkal s vítězem 1. SNHL ŠK Liptovský Mikuláš, kterého porazil 3:1 na zápasy (9:2, 8:2, 4:5 PP, 8:2) a postoupil tak do nejvyšší soutěže.
Týmy TJ Moravia DS Olomouc a TJ DP I. ČLTK Praha sestoupily do 2. ČNHL.